# Wiktor Moroz
Wiktor Wasylowycz Moroz (ukr. Віктор Васильович Мороз, ros. Виктор Васильевич Мороз, Wiktor Wasiljewicz Moroz; ur. 10 stycznia 1968 w Ukraińska SRR) – ukraiński piłkarz, grający na pozycji pomocnika, trener piłkarski.

## Kariera piłkarska

### Kariera klubowa
W 1986 rozpoczął karierę piłkarską w klubie Dynamo Kijów. Przez wysoką konkurencję więcej występował w drużynie rezerwowej, niż w podstawowej. Latem 1993 wyjechał do Izraela, gdzie spędził 4 lata, występując m.in. w klubach Hapoel Beer Szewa, Maccabi Tel Awiw, Hapoel Cafririm Holon. Potem powrócił do Ukrainy, gdzie bronił barw CSKA Kijów. W 2000 zakończył karierę piłkarską w chińskim klubie Liaoning Fushun.

## Kariera trenerska
Po zakończeniu kariery piłkarskiej rozpoczął karierę trenerską. W 2005 łączył funkcję piłkarza i głównego trenera w reprezentacji Ukrainy w piłce nożnej plażowej na Mistrzostwach Świata w Brazylii. Od 2007 poszukuje talenty piłkarskie dla Dynama Kijów.

## Sukcesy i odznaczenia

### Sukcesy klubowe
- mistrz ZSRR: 1990

### Sukcesy trenerskie
- ćwierćfinalista Mistrzostw świata w piłce nożnej plażowej: 2005

### Odznaczenia
- nagrodzony tytułem Mistrza Sportu ZSRR: 1991